# Takahiro Satō
Takahiro Satō (佐藤タカヒロ Satō Takahiro?,  Sakata, 1976-3 de julio de 2018) fue un mangaka japonés.
Creó el manga Samejima, Saigo no Jūgonichi, una serie de sumo. El manga estaba compuesto por 33 volúmenes, mientras que el último número fue lanzado en julio de 2018.
Murió a la edad de 41 años debido a causas desconocidas.